# Loxosceles vonwredei
Loxosceles vonwredei är en spindelart som beskrevs av Newlands 1980. Loxosceles vonwredei ingår i släktet Loxosceles och familjen Sicariidae.
Artens utbredningsområde är Namibia. Inga underarter finns listade i Catalogue of Life.